# Соколовская (деревня)
Соколовская — деревня в Харовском районе Вологодской области России. Входит в состав Разинского сельского поселения, с точки зрения административно-территориального деления — в Разинский сельсовет.

## География

### Географическое положение
Расстояние по автодороге до районного центра Харовска — 36 км, до центра муниципального образования Горы — 1 км.

## Население
| 2010 |
| ---- |
| 3    |

По переписи 2002 года население — 8 человек.

## Инфраструктура
Личное подсобное хозяйство.

## Транспорт
Просёлочная дорога. В пешей доступности жд станция Пундуга